# Hammer (Wallenfels)
Hammer ([ˈhamɐ] ) ist ein Gemeindeteil der Stadt Wallenfels im Landkreis Kronach (Oberfranken, Bayern).

## Geographie
Die Einöde liegt im tief eingeschnittenen Tal der Wilden Rodach. Es mündet dort ein linker Zufluss in die Wilde Rodach. Unmittelbar südöstlich erhebt sich der Hammerberg (411 m ü. NHN). Eine Gemeindeverbindungsstraße führt zur Bundesstraße 173 bei Wallenfels (0,1 km südöstlich) bzw. nach Dörnach (1,9 km südwestlich). Anliegerwege führen nach Dörnach (1,7 km südwestlich) und nach Forstloh (0,4 km südwestlich).

## Geschichte
Im Mühlenverzeichnis von 1605 wurde die Sägemühle das erste Mal urkundlich erwähnt. Gegen Ende des 18. Jahrhunderts bestand Hammer aus 4 Anwesen (1 halbes Gut, 1 Gütlein, 1 Haus, 1 Schneidmühle). Das Hochgericht übte das bambergische Centamt Wallenfels aus. Das Vogteiamt Wallenfels war der Grundherr der Anwesen.
Mit dem Ersten Gemeindeedikt wurde Hammer dem 1808 gebildeten Steuerdistrikt Wallenfels und der 1818 gebildeten Ruralgemeinde Wallenfels zugewiesen.

### Baudenkmäler
- Haus Nr. 1: Wohnstallbau
- Bildstock

Die folgenden Häuser listete Tilmann Breuer in dem Buch Landkreis Kronach von 1964 mit ihren ursprünglichen Hausnummern auch als Kunstdenkmaler auf. Sie sind in der Denkmalschutzliste nicht geführt, da sie entweder nicht aufgenommen, abgerissen oder stark verändert wurden.
- Haus Nr. 2: Zugehörige Satteldachscheune, verschalter Riegelbau mit Aufzugsgaube, über dem Tennentor bezeichnet „1617“.[6]
- Haus Nr. 3: Zugehörige Satteldachscheune, verschalter Riegelbau mit Aufzugsgaube, innen am Sturz eines Durchganges bezeichnet „1715“.[6]

### Einwohnerentwicklung
| Jahr      | 001818 | 001861 | 001871 | 001885 | 001900 | 001925 | 001950 | 001961 | 001970 | 001987 |
| Einwohner | 7      | 15     | 20     | 17     | 11     | 12     | 11     | 11     | 6      | 6      |
| Häuser    | 2      |        |        | 3      | 3      | 3      | 3      | 3      |        | 2      |
| Quelle    | [ 5 ]  | [ 8 ]  | [ 9 ]  | [ 10 ] | [ 11 ] | [ 12 ] | [ 13 ] | [ 14 ] | [ 15 ] | [ 1 ]  |

## Religion
Der Ort ist römisch-katholisch geprägt und war ursprünglich nach St. Leonhard (Zeyern) gepfarrt, seit dem 19. Jahrhundert ist die Pfarrei St. Thomas (Wallenfels) zuständig.